# Sebes acsa
A sebes acsa (Aeshna cyanea) az egyenlőtlen szárnyú (avagy nagy) szitakötők egy meglehetősen gyakori faja.

## Előfordulása
Holomediterrán faj, amely Európában Skandinávia északi és a Balkán déli részei kivételével mindenhol előfordul, és elterjedési területe szünet nélkül húzódik át Ázsiába. A Kárpát-medencében inkább a dombvidékeken és középhegységeink erdeiben lelhető fel. Gyakorta ugyanezeken az élőhelyeken találkozhatunk a zöld rablóval (Lestes viridis) és alkalmanként a vörös légivadásszal (Pyrrhosoma nymphula).

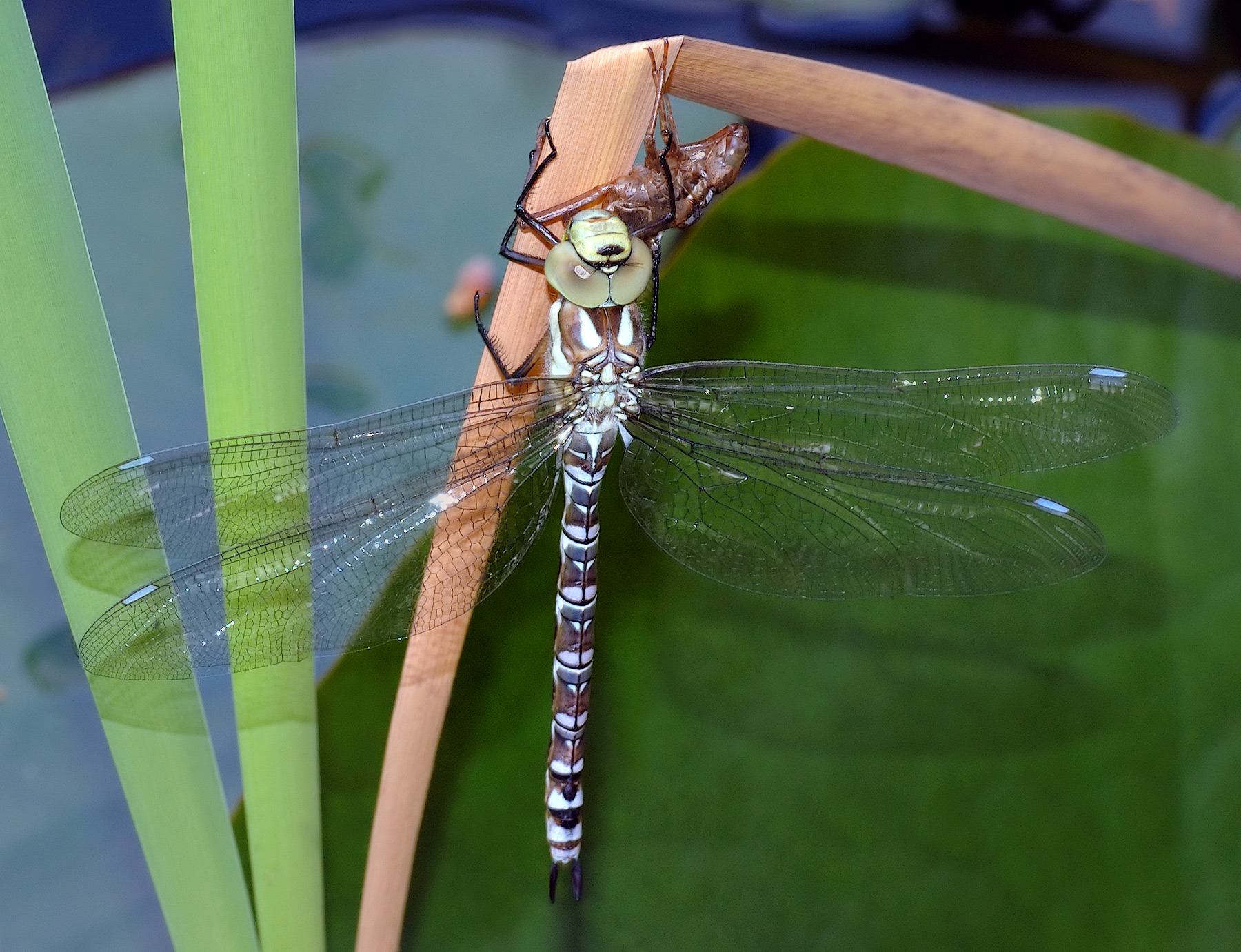
A hím
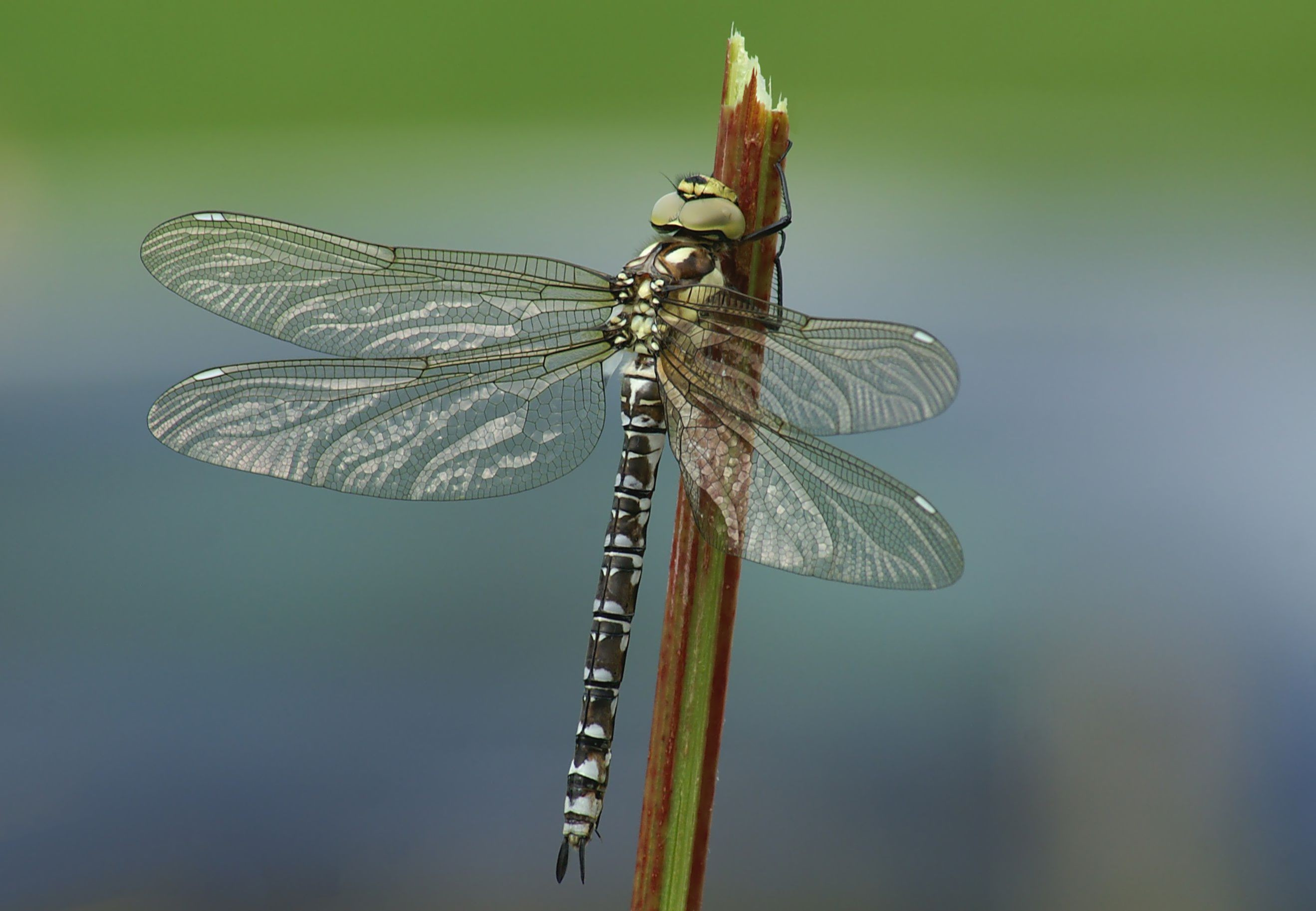
és a nőstény
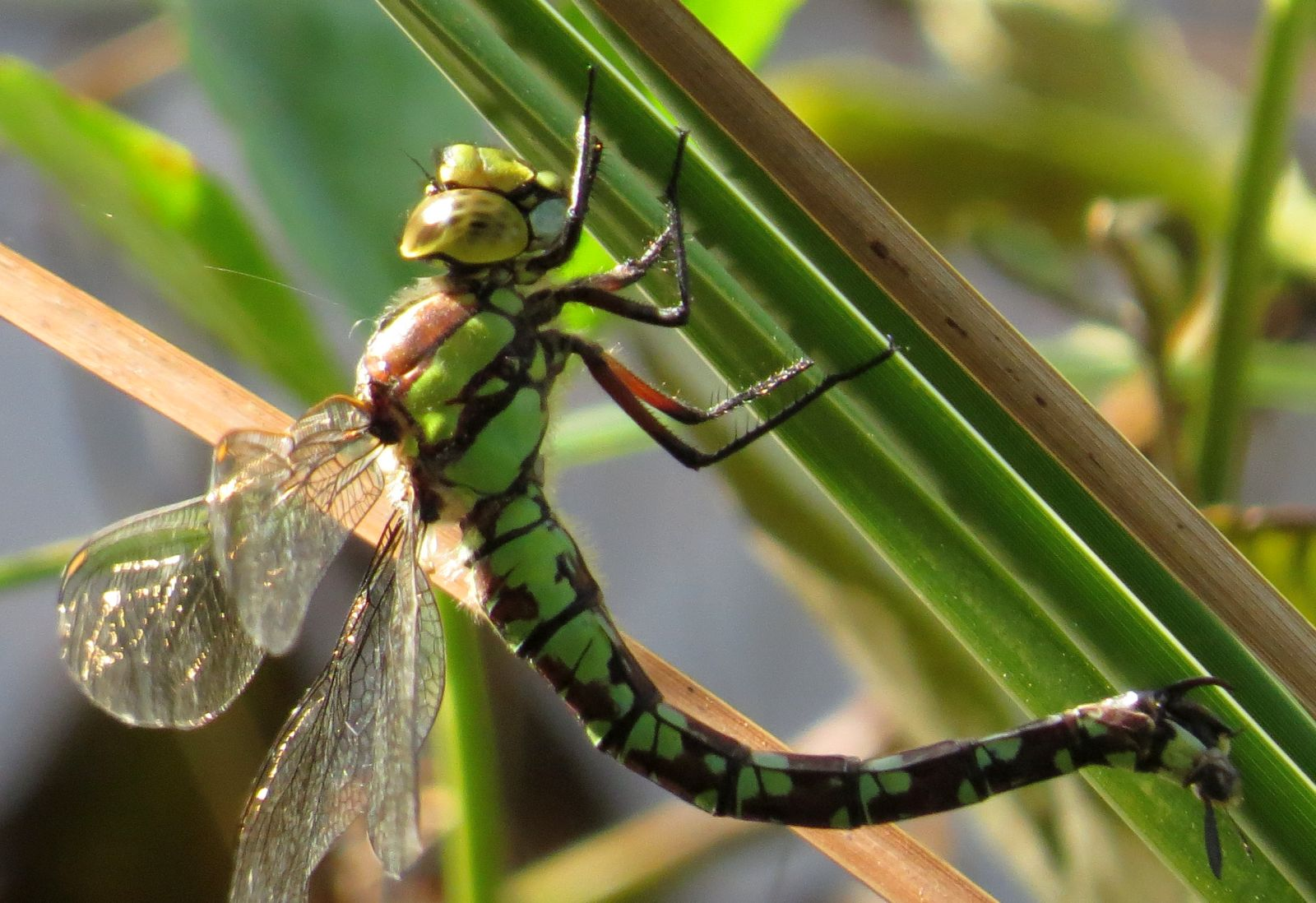
Nőstény tojik
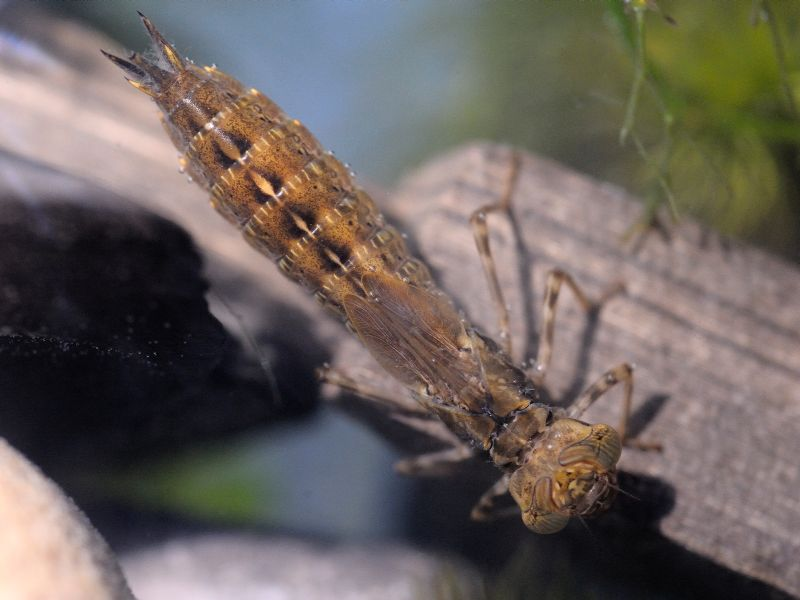
Lárva
- A nőstény megevett egy darázst, Vespula vulgaris

## Megjelenése
A sebes acsa 6,5–8 centiméter hosszú, szárnyfesztávolsága 10–11 centiméter. Ez a rendkívül szép szitakötő tudományos nevét a fejen, az előháton és a potrohon látható világító kék és zöld színeknek köszönheti. Homloka felső részén T alakú fekete folt van. A szemek hosszú vonalon érintkeznek egymással. A mozdulatlan állatokat tarka, élénk színük ellenére alig lehet felfedezni. Tekintélyes nagyságuk és erőteljes testfelépítésük arra vall, hogy kiváló repülők, ezért lakóhelyük vizeitől nagyobb távolságokban is megfigyelhetjük őket. Sőt, akár városok belsejében is ott suhannak forró nyári napokon a robogó gépkocsik körül.

## Életmódja
Leginkább az erdei tavacskákat, a beárnyékolt vizű árkokat, az erdei patakok lelassuló szakaszait, az évelő kisvizeket kedveli. Lárvája többnyire két évig fejlődik. A nyár közepétől szeptemberig folyamatosan kel ki, egy-egy kései példánnyal még november elején (az első komolyabb fagyokig) is találkozhatunk, ha az időjárás megfelelő. A hímek a szűkös szaporodási helyek időosztásos elfoglalásával hívták fel magukra a kutatók figyelmét. A nőstények tojásaikat a vízpart mohapárnáiba, nedves talajra helyezik. Másodlagos nemi jellegei kevéssé feltűnőek.

### Területbirtokló magatartása
Alapvető magatartása az állandó járőrözés. Ezek a „repülő” szitakötők állandóan mozognak, és a területet egymást kölcsönösen elkerülve aszerint osztják fel, hogy milyen sűrűn élnek az adott helyen. A megosztandó „forrás” a párzáshoz jutás valószínűsége. Ha nagyon sokan vannak nagyon kis helyen, azt nemcsak térben, de időben is megosztják, ha viszont kicsi a konkurencia, aktívan keresik a nőstényeket. Ez a stratégia valamennyi hazai faj közül a sebes acsánál a legkifinomultabb.